# Tabira
Tabira est une reine de l'Égypte antique.
Elle porte de nombreux titres : « Épouse principale du roi, première de sa majesté » (hmt niswt 'at tpit n hm.f) et « La grande du pays étranger » (ta-aat-khesut). Elle détient également les titres plus classiques d'« épouse du roi » (hmt niswt), de « fille du roi » (s3t niswt) et de « sœur du roi » (snt niswt).

## Généalogie
Tabira est la fille du roi Alara de Napata, considéré comme le premier souverain de la XXVe dynastie.
Elle épouse son cousin germain, le pharaon Piânkhy, auquel elle donne deux fils qui règnent à leur tour.

## Sépulture
Tabira est enterré dans une pyramide à El-Kourrou (KU53). Une stèle funéraire en granit sculpté trouvée dans sa tombe mentionne qu'elle est la fille d'Alara et l'épouse de Piânkhy. La stèle se trouve maintenant à Khartoum,. La stèle donne à Tabira d'autres titres. Reisner avait d'abord traduit l'un de ses titres par « la grande cheftaine des Temehou » (Libyens du sud), et en avait conclu que la maison royale de Koush était en quelque sorte liée aux Libyens. D'autres ont depuis montré que son titre devait être lu comme « Grande des habitants du désert », montrant que son titre la relie aux Nubiens.
Un ouchebti en faïence bleue trouvé dans la tombe de Tabira se trouve maintenant au Musée Petrie d'archéologie égyptienne de Londres (UC13220).